# اریک مرکات
اریک مرکات (انگلیسی: Eric Marcotte؛ زادهٔ ۸ فوریهٔ ۱۹۸۰) دوچرخه‌سوار اهل ایالات متحده آمریکا است.